# Musée Aouézov
Le Musée Aouézov (kazakh : Әуезовтің әдеби-мемориалдық музейі, russe : Дом-музей Ауэзова) est un musée situé dans l’ancienne demeure de Moukhtar Aouézov à Almaty au Kazakhstan.

## Architecture
Le bâtiment du musée est situé sur l'une des rues centrales de la ville, l'avenue Abaï, dans la maison où Aouézov a passé ses dix dernières années. 
Le bâtiment a été construit par l'architecte G. Gerasimov. 
Aujourd'hui, le bâtiment est l'un des monuments historiques et culturels d'importance nationale au Kazakhstan.

## Collections
Le musée biographique de l'écrivain kazakh Moukhtar Aouézov a été fondée en 1963. 
Avec une bibliothèque d'environ 150 000 pièces et d'une surface d'exposition de 480 mètres carrés, il est l'un des importants musées littéraires à Almaty.
Les objets exposés sont des œuvres d'art, des photographies et d'autres objets.